# Callirhinus metallescens
Callirhinus metallescens är en skalbaggsart som beskrevs av Blanchard 1851. Callirhinus metallescens ingår i släktet Callirhinus och familjen Rutelidae. Inga underarter finns listade.